# Mojca Sekulič Fo
Mojca Sekulič Fo, slovenska arhitektka, slikarka, ilustratorka, * 1969, Ljubljana.
Diplomirala je na Fakulteti za arhitekturo iz smeri oblikovanje. Na različnih tečajih in seminarjih s področja umetnosti se je izpopolnjevala doma in v tujini. Andragoške in pedagoške izpite je opravila na Filozofski fakulteti.
Sprva je delovala na področju arhitekture, oblikovala je nekaj unikatnih kosov pohištva in multifunkcionalnih posod. Kasneje se je preusmerila v ilustriranje od otroške ilustracije do poslovne in tehnične ilustracije.
Prepoznavna je po svojih pravljičnih slikah na trdnih podlagah, kakor sta les ali mediapan. V akrilni tehniki ustvarja pravljice v risani obliki, ki ji združuje s pravljicami, ki jih ob slikah sama napiše.